# Allenichthys
Allenichthys is een monotypisch geslacht van straalvinnige vissen uit de familie van voelsprietvissen (Antennariidae).

## Soort
- Allenichthys glauerti (Whitley, 1944)